# 李龍祥

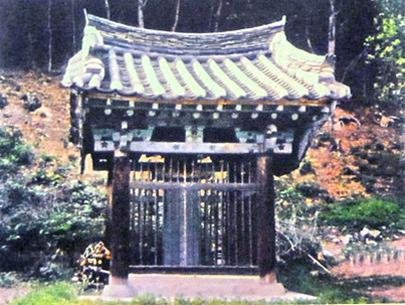
受降門

李 龍祥（り りゅうしょう、イ・ヨンサン、ベトナム語：Lý Long Tường / 李龍祥、朝鮮語: 이용상、天感至宝元年（1174年） - 没年不詳）は、李朝大越の皇族。花山李氏の祖。

## 生涯
第6代皇帝の英宗の七男として都の昇龍に生まれる。『丁卯譜』によると、第7代皇帝の高宗の弟にあたる。建平王に封じられた。
天彰有道2年（1226年）に李朝が滅んで陳朝が興ると、陳守度に殺されるのを恐れた李龍祥は6,000余人を引き連れ、清華から財宝を積んだ三隻の大船に分乗して南海に逃れた。途中で暴風雨に遭遇して台湾島に流れ着いたが、ここで子の李龍憲が重病にかかったため、彼とその世話をする200人ほどを残して北に向かい、高麗の甕津郡北面の花山洞にたどり着いた。これを聞いた高麗王の高宗は貴賓の礼を以て李龍祥を迎え、李龍祥は花山君に封じられた。
紹定5年（1232年）と宝祐元年（1253年）のモンゴルの高麗侵攻に際しては、当地の軍民を率いてモンゴル軍を撃退した。この戦功により、李龍祥は高宗から鎭山と花山2,000戸を領地として下賜された。
モンゴル軍が李龍祥に降ったことを記念して受降門が建てられ、花山の山頂から遠い祖国を李龍祥が望んだとされる場所は望国壇と呼ばれている。